# Ligne de risque
Ligne de risque (franz. ‚Risikolinie‘) ist der Titel einer französischen Literaturzeitschrift. Sie wurde 1997 von den Schriftstellern François Meyronnis, Yannick Haenel und Frédéric Badré gegründet. Valentin Retz ist der Redaktion im Jahr 2015 beigetreten. Ligne de risque gilt inzwischen als eine der wichtigsten zeitgenössischen Stimmen der französischen Literatur.

## Entstehung
Als Ligne de risque 1997 in Paris gegründet wurde, war zeitgleich das verschollene Manuskript von Louis Aragons Défense de l’Infini (Verteidigung der Unendlichkeit) wieder aufgetaucht. An diesem hatte der damals noch junge Schriftsteller zwischen 1923 und 1927 gearbeitet und es nach eigener Aussage 1927 größtenteils in Madrid dem Feuer übergeben. Seither waren nur einige wenige Fragmente gedruckt erschienen. Die neue Ausgabe von Lionel Follet erweiterte den Umfang um 19 Kapitel.
Bei Ligne de risque nutzte man die Gelegenheit, den jungen Aragon erneut hervorzuheben. Dieser hatte ab Mitte der 1930er bis in die 1960er Jahre als Mitglied des Parti communiste français den Stalinismus gerechtfertigt. Die eigentliche Entdeckung André Bretons und Louis Aragons waren die Gesänge des Maldoror und die Dichtungen des Montevideers Isidore Ducasse, genannt Lautréamont. Die Werke, auf die sich schon der Surrealismus berief, bildeten auch für Ligne de risque den Stoff vorausgehender Auseinandersetzungen, ohne die die eigenständige Dynamik dieser Zeitschrift im Verborgenen bliebe.

## Entwicklung

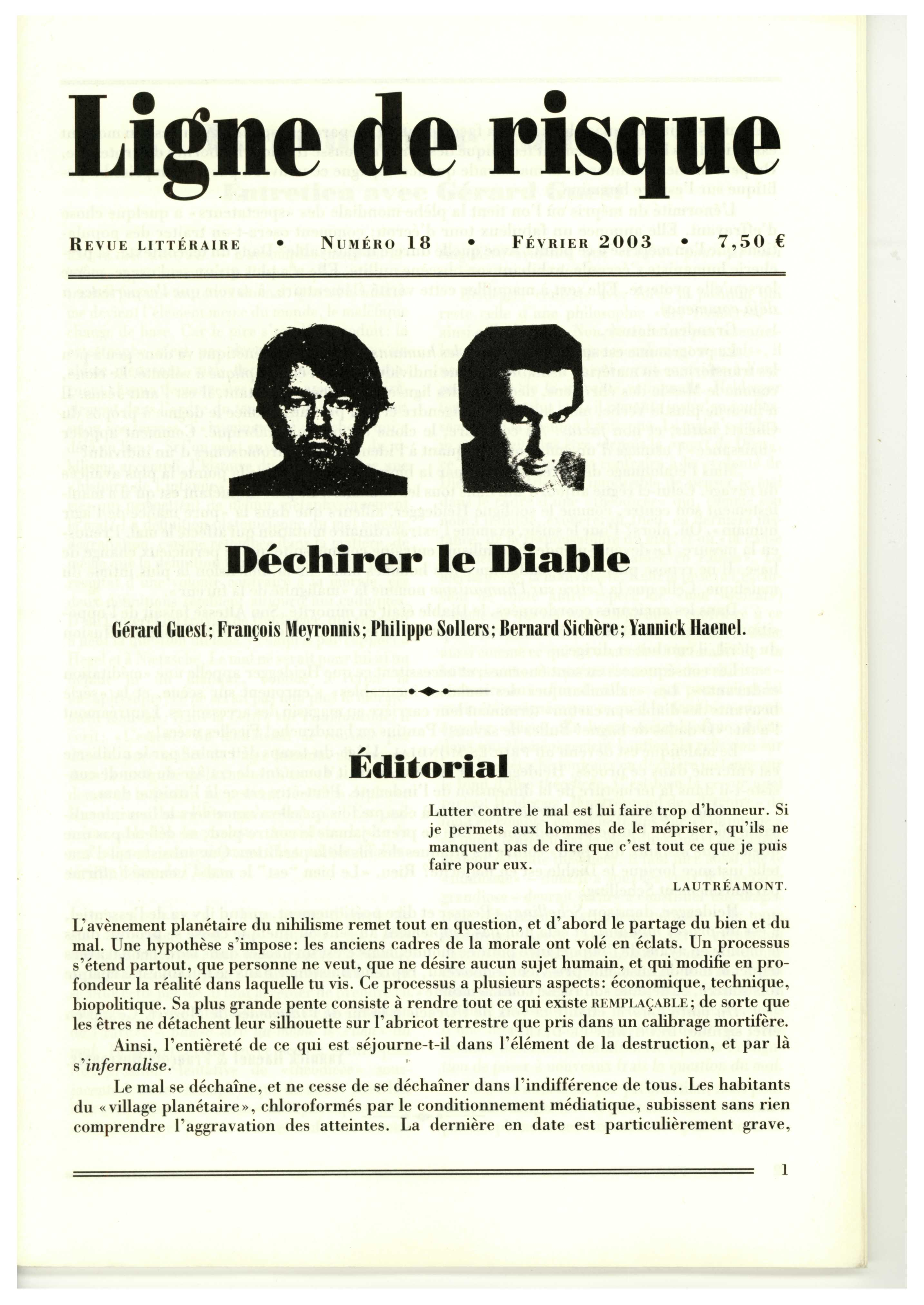
Ligne de risque, N° 18 vom Februar 2003

Mit ihrem Entschluss, die Literatur als solche gegen eine allgegenwärtige Vereinnahmung durch den so genannten Literaturbetrieb zu verteidigen, sowie die voreilige Qualifizierung gewisser zweifelhafter Veröffentlichungen als „Literatur“, machten sich die Autoren alles andere als beliebt. Allerdings sicherten sie sich dadurch die wohlwollende Unterstützung des Schriftstellers Philippe Sollers. Dieser wurde auch zum Verleger ihrer Bücher und leitet bei Gallimard die Kollektion L’Infini. Sollers trägt seit den Anfängen stets eigene Beiträge zu diversen Themen für Ligne de risque bei. Einige davon erschienen im Sammelband Poker.